# Pasticceria statunitense
La pasticceria statunitense deriva dalla tradizionale pasticceria europea. Un recente sviluppo della pasticceria statunitense è il cake design, l'arte di ricoprire i dolci con la pasta di zucchero in modo da renderli più belli e appetitosi. Tra i dolci più conosciuti della tradizione statunitense ci sono i pancakes, la red velvet, i cupcakes, i muffin, i brownies, i donuts, la pumpkin pie, la angel food cake, la Boston cream pie, gli whoopie pies ed i cookies.

## Donuts

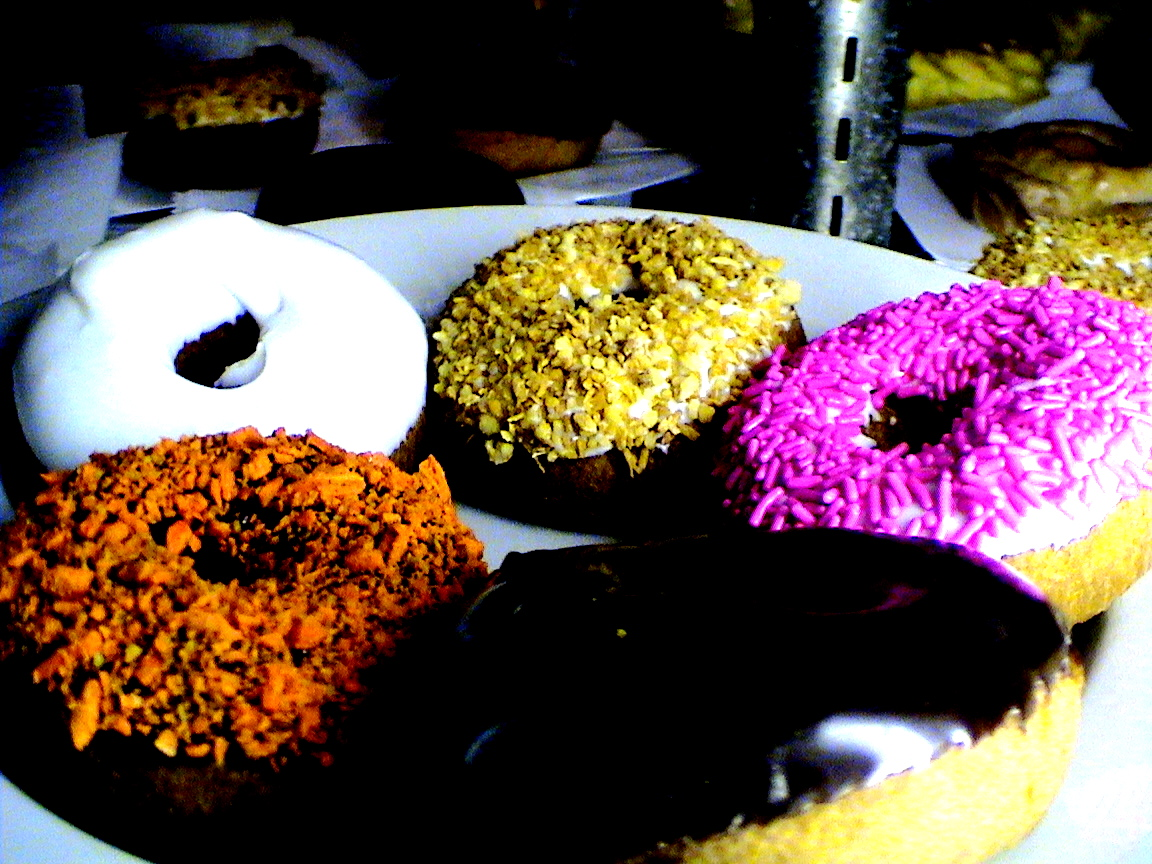
Donuts

I donuts (o doughnuts) sono molto simili alle ciambelle italiane, ma invece di essere cosparsi di zucchero bianco, sono ricoperti di glassa, che può essere dei più svariati colori e sapori.
Essi sono a base di farina, lievito, latte, burro, uova e zucchero e aromatizzati con cannella e noce moscata. Una volta preparato, l'impasto viene fatto riposare fino a che non raddoppia rispetto al volume iniziale. Con l'aiuto di uno stampo per biscotti vengono ritagliati dei cerchi di pasta e con uno più piccolo il tradizionale buco centrale. Quando l'olio raggiunge la temperatura di 175 °C i dischi vengono fritti per poi, una volta intiepiditi, essere ricoperti di glassa.
Esiste tuttavia, anche una seconda versione, non molto tradizionale, ma che aiuta a renderli più leggeri, la quale prevede una cottura al forno. Questi dolcetti possono sostituire la classica torta, se disposti su un'alzata a piramide con vari livelli.
La ricetta dei donuts è comparsa per la prima volta negli Stati Uniti nei primi anni dell'800. La loro diffusione si deve però agli olandesi, che li importarono sotto il nome di olykoeks. Si trattava di impasto per torte fritto nel grasso di maiale e farcito, per esempio con la marmellata, per mascherare il fatto che il centro non fosse ben cotto. Hanson Gregory, un capitano americano di marina, decise di eliminare il centro della torta per rendere la cottura più omogenea e ancora si deve a lui l'attuale forma dei donuts.

Numerose sono, fra Stati Uniti e Canada, le catene di industrie produttrici di donuts, come la Dunkin’ Donuts, la Krispy Kreme e Tim Hortons.
Questi prodotti sono diventati popolari in tutto il mondo grazie anche alla serie TV The Simpson, in cui costituiscono il cibo preferito del capofamiglia, Homer Simpson, oltre che ai telefilm polizieschi dove si è soliti consumarli durante gli appostamenti.

## Cookies

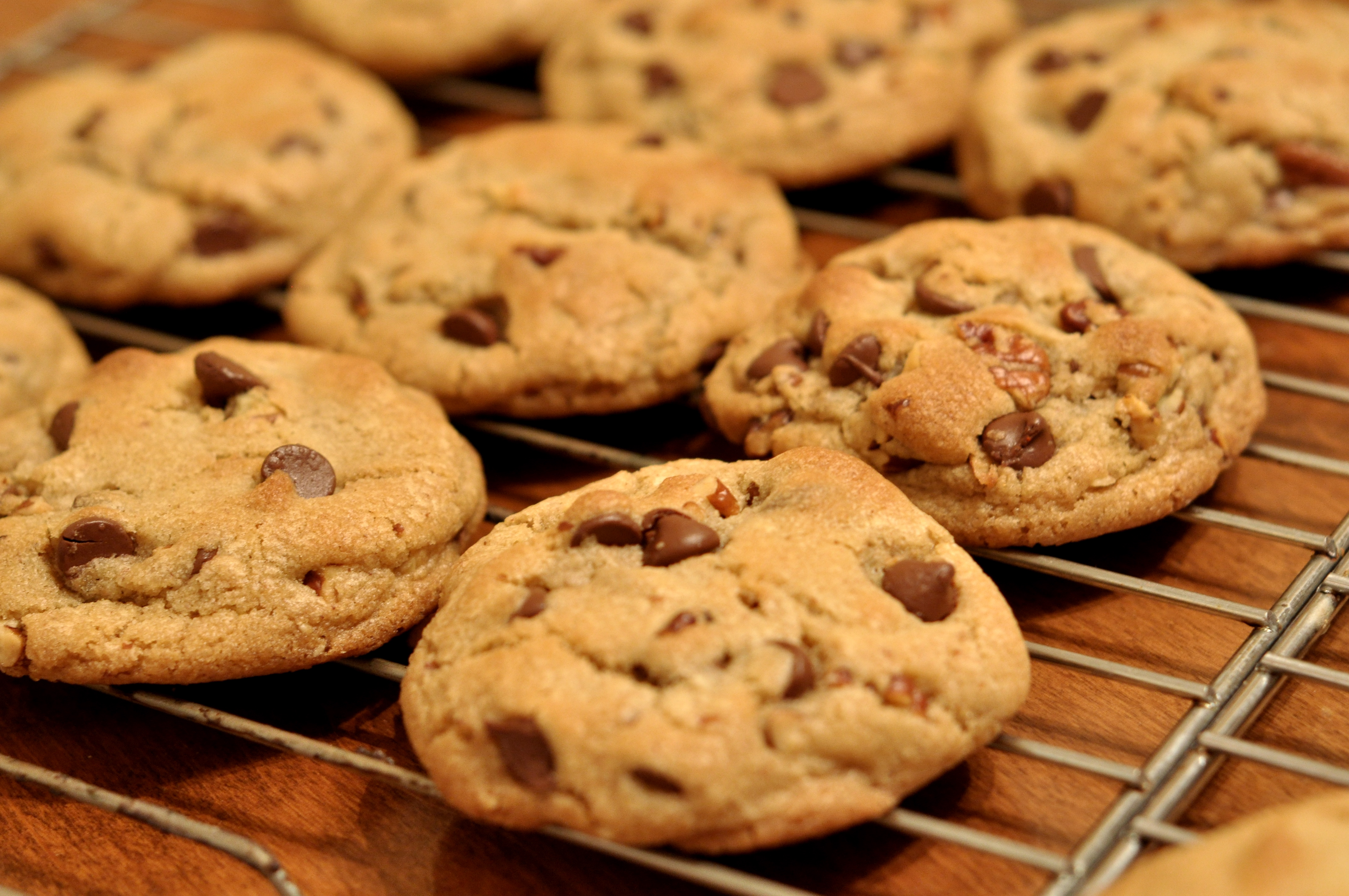
Cookies

I cookies sono i tipici biscotti americani rotondi con gocce di cioccolato, dorati e croccanti all'esterno, ma morbidi all'interno.

La loro preparazione prevede farina, bicarbonato di sodio, sale, zucchero di canna scuro, zucchero bianco, uova e gocce di cioccolato. Le gocce sono di cioccolato fondente nella ricetta originale, tuttavia possono essere sostituite con gocce di cioccolato bianco, noci, nocciole, o qualsiasi altro tipo di snack al cioccolato.
La parola di origine olandese “koekje” ha subito un mutamento linguistico ed è diventato “cookie”, termine ancora oggi usato.

La ricetta originale prevedeva che al posto delle gocce di cioccolato venisse usata la polvere di cacao amaro. Negli anni Trenta, la cuoca e proprietaria dell'hotel Toll House Inn, Ruth Wakefield, mentre stava preparando questi biscotti si accorse di non avere la polvere di cacao, ma decise comunque di portare a termine la ricetta. Si convinse a sostituire quel fondamentale ingrediente con una barretta di cioccolato, la Nestlé Semi-Sweet Chocolate Bar, tagliandola in scaglie. Con suo grande stupore vide che i clienti accolsero positivamente la novità, e decise di continuare a farli nella nuova versione. Da quel momento i cookies divennero il biscotto più popolare del mondo.

Nel 1939 la Nestlé inizia a produrre il cioccolato direttamente in gocce, cercando di trarne vantaggio economico. Propone a Ruth Wakefield una fornitura a vita del prodotto, in cambio del permesso poi approvato, di scrivere sul retro della confezione la ricetta dei famosi biscotti.

## Torta degli angeli

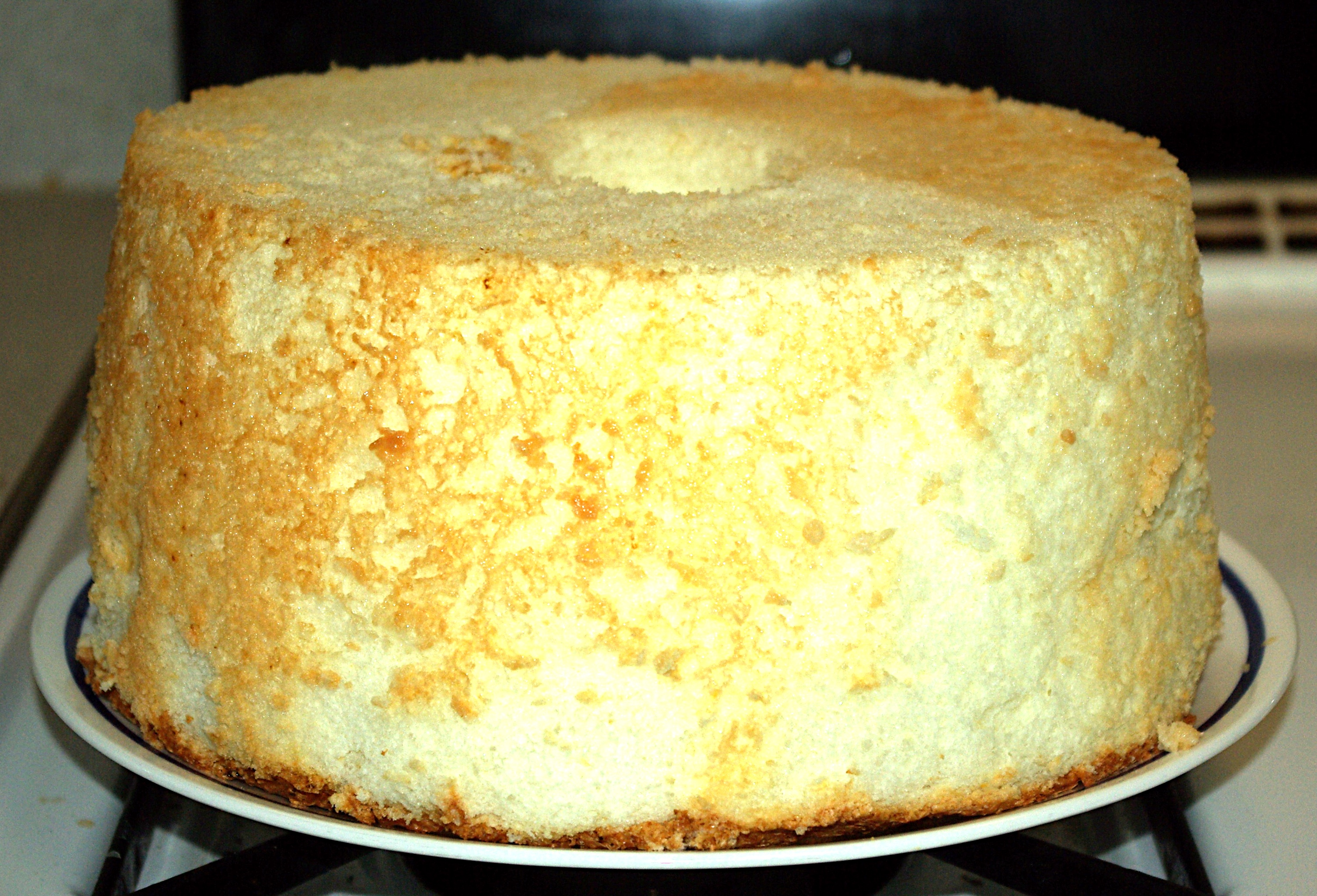
Angel food cake

La torta degli angeli, anche conosciuta come angel cake o angel food cake, è una classica torta statunitense dal colore molto chiaro e caratterizzata dalla sua leggerezza. È indicata anche per gli intolleranti al lattosio, perché priva di burro, latte o suoi derivati. Tra gli ingredienti ci sono gli albumi, la farina, il sale, il cremor tartaro, lo zucchero e la vaniglia.
È ideale per una colazione leggera, ma può essere anche farcita con marmellata, ricoperta di ganache al cioccolato o decorata con della frutta fresca.
Molto importante per la riuscita della torta è lo stampo, che è simile a quello del tradizionale ciambellone, ma più alto, con la base estraibile e con tre piedini situati lungo il bordo. Una volta tolta dal forno, infatti, la torta viene capovolta, dando la possibilità al vapore di fuoriuscire, mantenendola soffice e delicata mentre raffredda.
La angel cake ha origini britanniche e appare per la prima volta negli USA in un ricettario del 1839 The Kentucky Housewife di Lettice Bryan e successivamente nel 1878 in The Home Messenger Book of Tested Recipes di Isabella Stewart.

## Boston cream pie

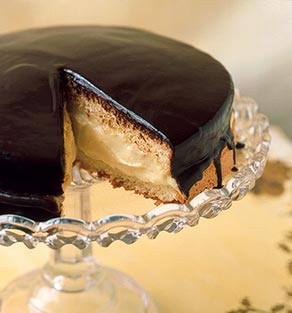
Boston cream pie

La Boston cream pie è costituita da una base (una sponge cake, soffice e prevalentemente al burro), una farcitura centrale di crema di vaniglia e una copertura al cioccolato. Tra gli ingredienti della base ci sono uova, burro, farina, latte, zucchero, lievito e vaniglia. La base può essere bagnata con succhi o liquori a piacimento.

La farcia è molto simile alla crema pasticcera, ma in versioni meno tradizionali può essere sostituita con crema al cioccolato o al caffè.

Fondamentale per la riuscita della torta è il modo in cui vengono incorporati zucchero e uova: devono produrre delle bolle d'aria che contribuiscano a rendere la base spugnosa.

Per l'inaugurazione del Parker House Hotel (oggi Omni Parker House Hotel) di Boston, nel 1856, era stato assunto uno chef di origine franco-armena, M. Sanzian. Egli in occasione dell'evento ideò la Boston cream pie, che originariamente aveva i nomi di Chocolate Cream Pie o Parker House Chocolate Cream Pie.

L'originale prevedeva una sponge cake tagliata orizzontalmente in due parti, bagnate con sciroppo di rum. La crema pasticcera serviva sia come ripieno all'interno, sia per ricoprirne i lati, in un secondo momento cosparsi di mandorle a fette tostate. Il tutto veniva ricoperto da uno strato di cioccolato fondente.

## Whoopie pie

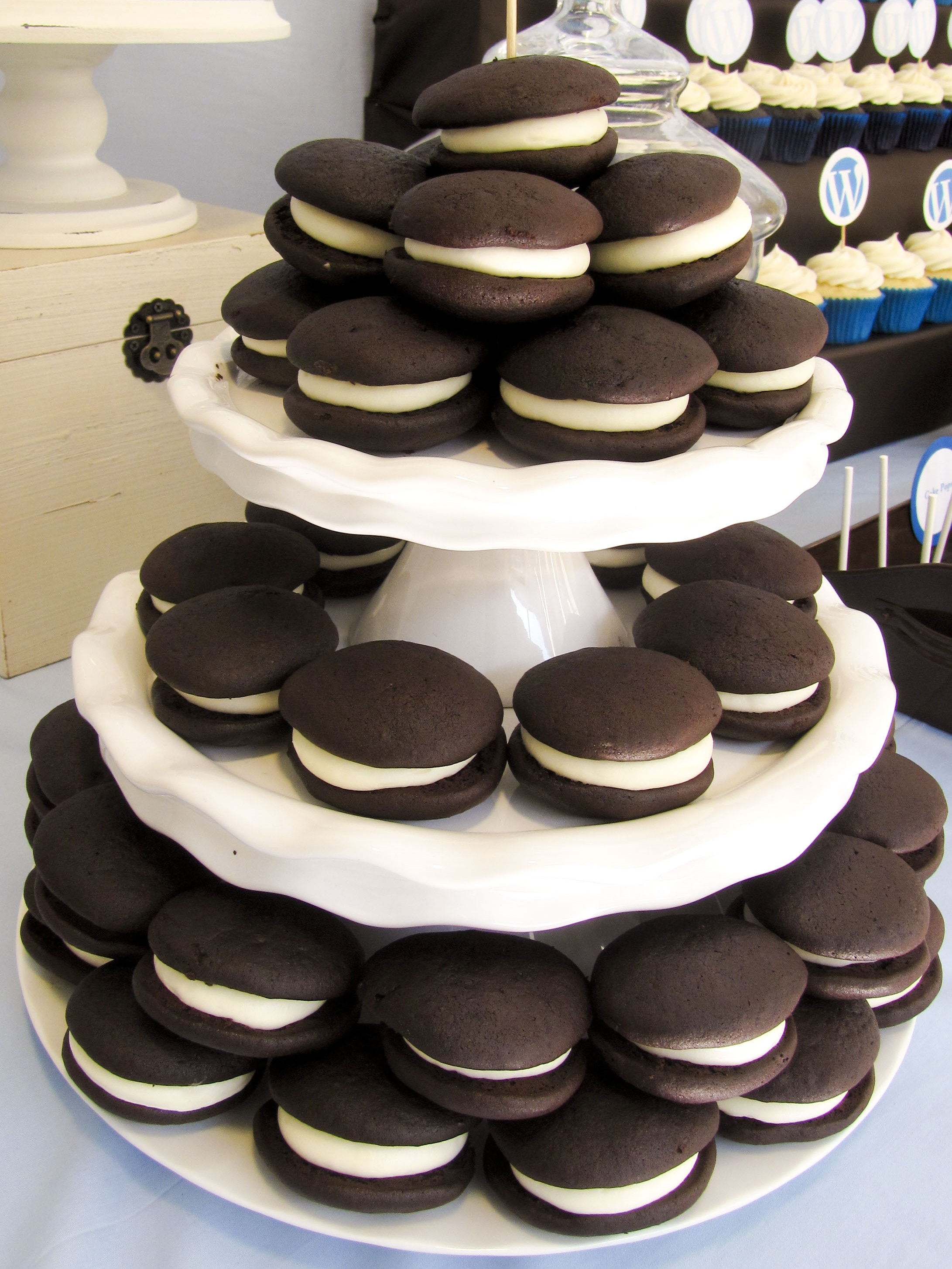
Whoopie pies disposti su un'alzata a piramide

Gli whoopie pie (o semplicemente whoopies) sono dolcetti statunitensi originari della comunità Amish. Si chiamano così perché le donne usavano prepararli per i loro figli e mariti, i quali, trovandoli nei loro cestini della merenda, esclamavano “whoopie”, ovvero “evviva”.

Si tratta di due piccoli pezzi rotondi e morbidi al cioccolato del diametro di circa 4-5 centimetri uniti da una crema marshmallows. In alternativa la crema può essere anche al burro o al formaggio.

I dischi sono fatti unendo zucchero, burro, cioccolato amaro in polvere, uova, latte, latticello, farina, sale, lievito e vaniglia.

A contendersi l'invenzione di questo dolce sono due stati degli Usa: il Maine e la Pennsylvania. Quest'ultima ne rivendica la scoperta a causa della comunità Amish che abitava lo stato, tuttavia, il Maine, per ragioni meno note fa lo stesso.

Entrambi festeggiano il Whoopie pie festival. A quello del Maine sono presenti molte gare per varie categorie. I premi vanno, ad esempio, a chi riesce a mangiare più tortini in un minor tempo, al whoopie più buono e a quello più originale. Si festeggia dal 2009 nella Contea di Piscataquis, a Dover-Foxcroft. Nel 2016 hanno partecipato all'evento più di 8.000 persone.

In Pennsylvania, invece, viene eletta la regina degli whoopies e si festeggia ogni anno a settembre nella contea di Lancaster dove sono presenti più di cento varietà di questi dolcetti.

## Le caramelle
Durante il Medioevo le caramelle venivano vendute ad un prezzo molto elevato a causa della scarsa reperibilità degli ingredienti e quindi solo persone ricche se le potevano permettere.

Ancora non erano vere e proprie caramelle, anzi, venivano vendute come medicinale dai farmacisti ed erano indicate soprattutto per curare i disturbi digestivi.

Nel XVII secolo lo zucchero divenne un prodotto più accessibile e, sia in America che in Inghilterra, si iniziò a consumare le caramelle di zucchero bollite con frutta e noci. Nel XVIII secolo anche i lecca-lecca erano noti a tutti e nella metà dell'800 erano presenti più di 380 fabbriche di questi prodotti nel solo territorio degli Stati Uniti.

Dopo la scoperta della barbabietola da zucchero nel XIX secolo e il progresso tecnologico, l'industria dolciaria si sviluppò rapidamente. Vennero ideati nuovi sapori e consistenze e presto fu abbandonata la preparazione a mano per passare alla produzione industriale. In questo modo fu possibile la realizzazione in serie di tali prodotti, ad un costo meno elevato e quindi furono accessibili a tutti. In America divennero molto popolari principalmente le caramelle dure, alla menta o al limone.

La candy corn, il popolare dolcetto di Halloween, fu inventato da George Renninger, un dipendente Wunderlee Candy Company nel 1880.
George Smith inventò il primo Lolly Pop nel 1908.

## Influenza in Italia
Nel 2016 l'aumento della presenza di pasticcerie americane, chiamate bakery, sul territorio italiano si attesta al 2% rispetto al 2015 e cresce sempre di più. L'incremento di tendenza allo stile statunitense si realizza soprattutto tra i giovani, tra 20 e 40 anni.

I clienti scelgono questo tipo di ambiente per ogni genere di occasione, dalla più quotidiana, come colazioni, merende o semplicemente luogo di incontro, alla più particolare come compleanni o anniversari.

Tra le più conosciute in Italia troviamo la California Bakery di Milano, la Bakery House a Roma e la Birdy's Bakery a Napoli, inaugurate rispettivamente nel 1995, 2012 e 2016.

Tra i prodotti in vendita, si spazia in una vasta gamma di cibi prevalentemente dolci, ma si possono trovare anche alimenti salati.

Oltre all'apertura di nuove bakery, sono in aumento anche corsi per imparare a sfornare e decorare i tradizionali piatti dolci americani, soprattutto per quanto riguarda il cake design.

La diffusione ha avuto recentemente un contributo decisivo da parte di numerosi reality e serie TV di successo come Il boss delle torte con Buddy Valastro, il celebre pasticcere italo-americano che illustra la sua attività, Il re del cioccolato con Ernst Knam e I dolcetti di Paola.
Tra quelle che si occupano di cake design abbiamo My Cake Design – La Battaglia dello Zucchero, con Renato Ardovino, pasticcere napoletano insieme a Eleonora Giuffrida ed Elena Bosca, Torte d'autore con Paola Azzolina e Torte in corso con Renato, presentato da Renato Ardovino.